# Mechanisch evenwicht

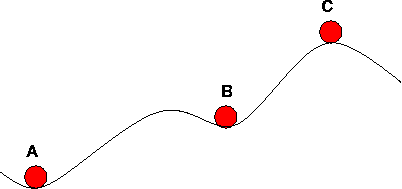
A stabiel evenwicht
B metastabiel evenwicht
C labiel evenwicht

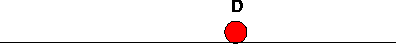
D indifferent evenwicht

Mechanisch evenwicht is een situatie waarin de som van de krachten en de som van de momenten op een puntmassa of lichaam nul is. Daarbij kan onderscheid gemaakt worden tussen stabiel, metastabiel, labiel en indifferent evenwicht.
- stabiel evenwicht: als het balletje onder A een verstoring van buitenaf ondervindt (een duwtje), dan zal deze opzij rollen, maar het zal zelf weer terugrollen naar positie A
- metastabiel evenwicht: bij een klein duwtje zal het balletje onder B opzij rollen en vanzelf weer terugkomen bij B. Een wat grotere duw kan het balletje over de rand heen laten rollen, waardoor het in de stabiele situatie A terechtkomt
- labiel evenwicht: elk duwtje, hoe klein ook, zal het balletje onder C weg doen rollen. Het komt niet meer terug bij C
- indifferent evenwicht: het maakt niet uit waar het balletje onder D zich bevindt; waar het ook wordt neergelegd, het zal blijven liggen. Elke positie is een evenwichtspositie

## Lichaam
In de statica is een constructie in statisch evenwicht als op basis van de wetten van Newton voldaan wordt aan de volgende vergelijkingen bij tweedimensionale problemen:
- de som van de krachten op de constructie is gelijk aan nul, dit vertaalt zich als:
  - de som van de horizontale krachten is nul: Σ Fx = 0, waarin de x-richting horizontaal is
  - de som van de verticale krachten is nul: Σ Fy = 0, waarin de y-richting verticaal is
- de som van de momenten op de constructie is gelijk aan nul: Σ M = 0